# Парламентские выборы в Сингапуре (2011)
16-е парламентские выборы в Сингапуре прошли 7 мая 2011 года. Голосование проходило на фоне растущих цен на продукты питания и жилье и неутешительных данных по безработице в республике.

## Формирование единых списков оппозиции в избирательных округах

Многомандатные и одномандатные избирательные округа Сингапура

На 87 мест в парламенте претендовали представители бессменно правящей партии Народное действие, выступившие единым фронтом оппозиционных партий и кандидаты, выступившие вне единого оппозиционного фронта. Организованная сингапурская оппозиция выставила своих кандидатов в 14 из 15 многомандатных округов, причём в каждом округе выставлялись кандидаты только от одной оппозиционной партии, а другие оппозиционные кандидаты впоследствии снимали свои кандидатуры в пользу кандидатов оппозиционного фронта. В одном многомандатном округе оппозиция снялась с голосования, а независимые кандидаты были дисквалифицированы центризбиркомом, что позволило ПНД завоевать места автоматически. В одномандатных округах большинство оппозиционных кандидатов снимались в пользу в единых кандидатов от оппозиции.
Основным оппонентом Тони Тана являлся бывший депутат парламента от Партии народного действия Тан Чен Бок, агитировавший за себя как за "представителя простых граждан". 

## Результаты
ПНД сохранила контроль над парламентов, получив 81 место. Кандидаты фронта оппозиционных партий победили в одном многомандатном и одном одномандатном округе. В обоих случаях места достались Рабочей партии. Ещё три дополнительных места (NCMP) были распределены между оппозиционными кандидатами в соответствии с законом об оппозиции.
| Партия                              | Голосов             | Мест       |
| ----------------------------------- | ------------------- | ---------- |
| Народное действие                   | 1 212 514 (60,14 %) | 81         |
| Рабочая партия                      | 258 510 (12,83 %)   | 6 + 2 NCMP |
| Национальная солидарность           | 242 682 (12,04 %)   | 0          |
| Сингапурская демократическая партия | 97 362 (4,83 %)     | 0          |
| Партия реформ                       | 86 294 (4,28 %)     | 0          |
| Сингапурская народная партия        | 62 639 (3,11 %)     | 0 + 1 NCMP |
| Сингапурский демократический альянс | 55 988 (2,78 %)     | 0          |